# 希腊银行
希腊银行（希臘語：Τράπεζα της Ελλάδος,ΤτΕ），希腊的中央银行，位于雅典市。希腊银行始于1927年，1928年正式运作。希腊银行为欧洲中央银行体系的成员。现任行长普罗沃普罗斯。